# کادبوستانی
کادبوستانی (انگلیسی: Kadebostany) یک گروه دی‌جی سویسی است که از سال ۲۰۰۸ فعال است. گروه کادبوستانی در قالب پاپ و موسیقی الکترونیک به فعالیت مشغول است